# Ludingbrug
De Ludingbrug (Chinees: 瀘定橋, Hanyu pinyin: Lúdìng qiáo) ligt over de Dadurivier in de provincie Sichuan in de Volksrepubliek China. Hij ligt circa 80 kilometer ten westen van de stad Ya'an. De brug werd geconstrueerd in de Qing-dynastie en is ruim 300 jaar oud. Het was een belangrijke verbinding tussen Sichuan en Tibet.
Met de bouw van de hangbrug werd in 1705 begonnen en een jaar later was het werk af. Aan de oevers staan traditionele toegangspoorten. Over de rivier hangen 13 kettingen, waarvan negen voor de bodem. Op deze bodemkettingen liggen houten planken.

## Slag om de Ludingbrug
Tijdens de Lange Mars zou de brug volgens de officiële geschiedschrijving een kleine, maar belangrijke rol hebben gespeeld. Soldaten van het Rode Leger kregen op 29 mei 1935 de brug in handen. Over de strijd bestaan twee versies. 
Volgens Edgar Snow hadden de Nationalisten de helft van de houten planken verwijderd of in brand gestoken en hielden de brug vanaf de noordoever onder vuur met mitrailleurs. Communistische soldaten wisten via de kettingen de overkant te bereiken en de mitrailleursnesten uit te schakelen. Van de 30 soldaten die bij de aanval betrokken waren, kwamen er een aantal om het leven.
Volgens Chang en Halliday was er geen sprake van een heroïsche overwinning. Nationalistische troepen hadden een paar dagen eerder het dorp verlaten en de brug lag onverdedigd. De houten bodemplanken waren verwijderd, maar zeker niet allemaal. Uit huizen in de buurt werden deuren gesloopt die over de kettingen werden gelegd. De brug kwam in communistische handen zonder dat hierbij slachtoffers zijn gevallen.
De brug werd hersteld en de communisten konden aan een dreigende omsingeling ontsnappen. Mao Zedong trok op 31 mei 1935 over de brug.

## Galerij

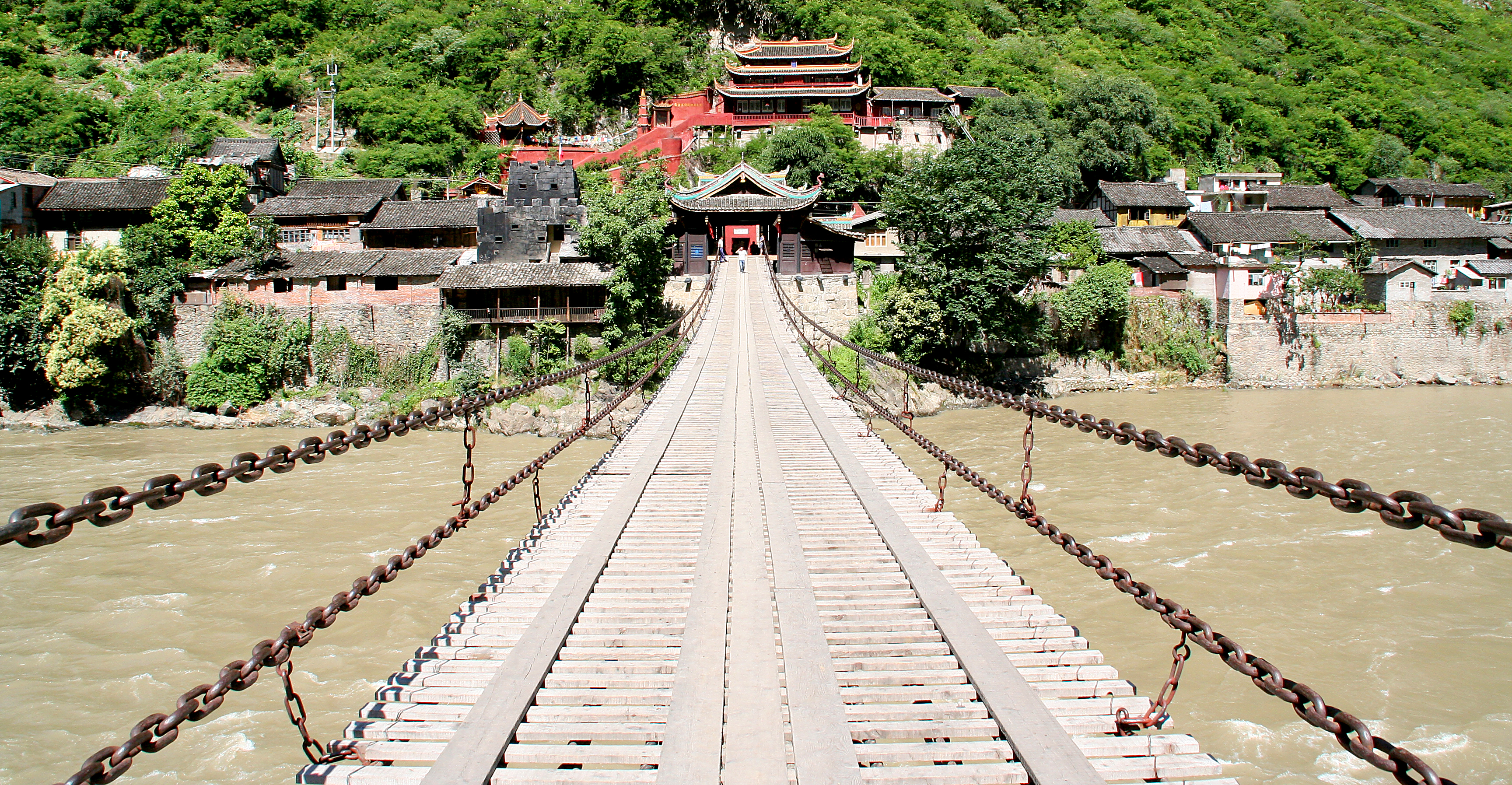
De kettingen en planken
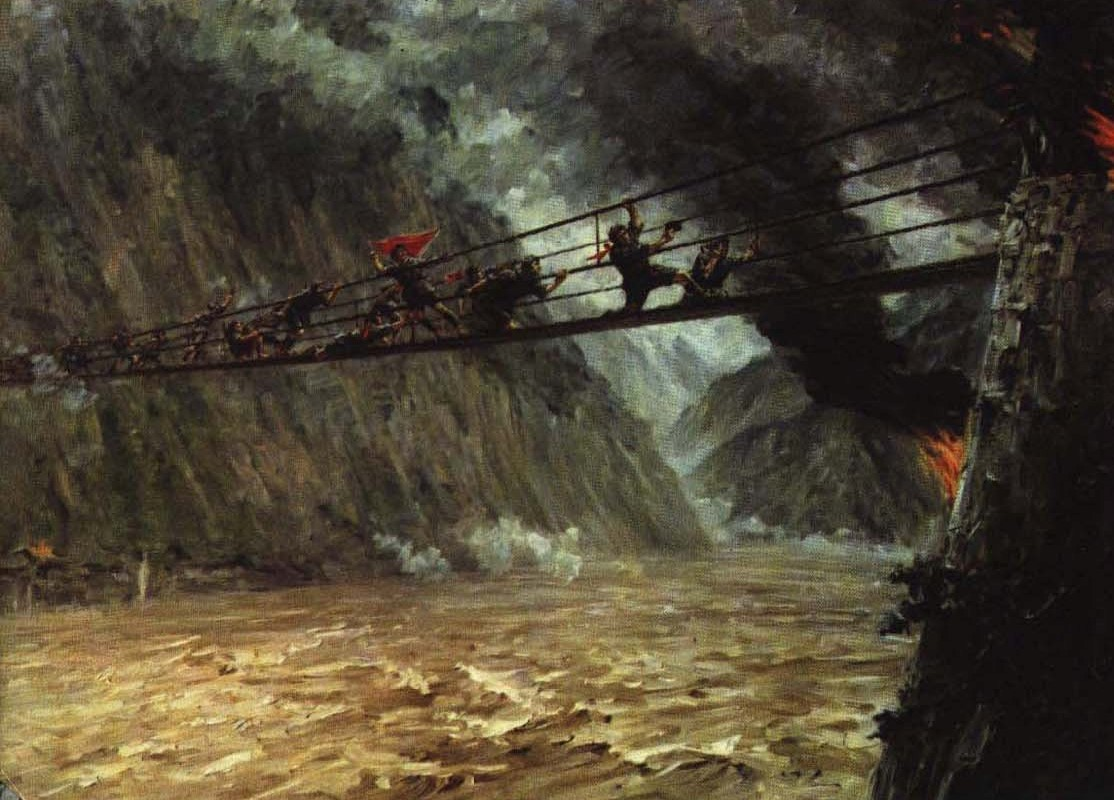
Heldhaftig schilderij van de strijd in mei 1935